# 焦念志
焦念志（1962年12月—），男，山东潍坊人，中国生物海洋学家，厦门大学教授。

## 生平
1991年于青岛海洋大学获博士学位。2011年当选为中国科学院院士。